# Amanoa bracteosa
Amanoa bracteosa är en emblikaväxtart som beskrevs av Jules Émile Planchon. Amanoa bracteosa ingår i släktet Amanoa och familjen emblikaväxter. IUCN kategoriserar arten globalt som sårbar. Inga underarter finns listade i Catalogue of Life.